# الكويت في ألعاب غرب آسيا 2002
الكويت في ألعاب غرب آسيا 2002 هي دور دولة الكويت في مشاركة واستضافة دورة ألعاب غرب آسيا سنة 2002 في مدينة الكويت من 3 أبريل إلى 12 أبريل 2002. احتلت الكويت المركز الأول بـ 31 ميدالية ذهبية في هذه الدورة.